# 1952 videójátékai

## Események/Megjelent játékok
1952-ben írták az első ismert videójátékot, az OXO-t (egyes források szerint: Noughts and Crosses). A. S. Douglas írta egy EDSAC típusú számítógépre. A játék egy ún. Tic-tac-toe alapon nyugszik. Bár a játék igazából nem lett túl népszerű, mivel az EDSAC gépek kizárólag Cambridge-ben voltak, de ez mérföldkő volt a videójátékok számára.

## Születések
- november 16.: Mijamoto Sigeru, a The Legend of Zelda, a Mario, és a Donkey Kong szülőatyja.